# Paulinus Costa
Paulinus Costa (ur. 19 października 1936 w Gadźipur, zm. 3 stycznia 2015 w Dhace) – bengalski duchowny katolicki, biskup Rajshahi 1996-2005 i arcybiskup Dhaka 2005-2011.

## Życiorys
Święcenia kapłańskie otrzymał 21 grudnia 1963.
11 stycznia 1996 papież Jan Paweł II mianował go biskupem Rajshahi. 26 kwietnia 1996 z rąk biskupa Adriana Bernardiniego przyjął sakrę biskupią.
9 lipca 2005 papież Benedykt XVI mianował go arcybiskupem Dhaka. 11 października 2011 ze względu na wiek złożył rezygnację z zajmowanej funkcji.
Znany był z ekumenicznych postaw zwłaszcza wobec wspólnot muzułmańskich. W 2007 otrzymał Pokojową Nagrodę Mahatma Gandhi i Nagrodę Praw Człowieka Towarzystwa Pomocy Prawnej w Bangladeszu.